# Neopristilophus colossus
Neopristilophus colossus is een keversoort uit de familie kniptorren (Elateridae). De wetenschappelijke naam van de soort is voor het eerst geldig gepubliceerd in 1861 door LeConte.